# Ciferriopeltis domingensis
Ciferriopeltis domingensis är en svampart som först beskrevs av Petr. & Cif., och fick sitt nu gällande namn av Bat. & H. Maia 1965. Ciferriopeltis domingensis ingår i släktet Ciferriopeltis, divisionen sporsäcksvampar och riket svampar.   Inga underarter finns listade i Catalogue of Life.